# Miguel Álvarez (actor)
Miguel Ángel Álvarez Ramírez (Lima, 27 de diciembre de 1975) es un actor y profesor de teatro peruano, reconocido principalmente por los roles antagónicos de Jeffrey Vega «Mondonguito» en la telenovela Ojitos hechiceros y de Eusebio de Sousa en la secuela Luz de luna.

## Primeros años
Miguel Ángel Álvarez Ramírez nació en la capital Lima el 27 de diciembre de 1975, proveniente de una familia de clase media. Realizó sus estudios escolares en el Colegio San Agustín. 
En su juventud, Álvarez se dedicó por varios años al oficio de tripulante de avión en un conocido aeropuerto de su país, donde finalmente, optó con retirarse por motivos personales.
Tras retirarse del oficio, comienza a recibir clases de baile en la escuela de danza Pata de Cabra, dirigida a cargo de la bailarina y coreógrafa Pachi Valle-Riestra, para luego realizar su formación actoral en la Escuela Diez Talentos, en el distrito de Miraflores.

## Trayectoria
En 2006, Álvarez ingresa a la actuación a la edad de 30 años, gracias por aceptar la propuesta del también actor Bruno Odar, que tiempo después comienza a recibir clases para complementar con su carrera artística, siendo egresado de la dicha escuela y se sumó al elenco de actores, a cargo de la dirección de Alberto Ísola. Álvarez en sus inicios, participaba en diferentes obras de teatro, para luego, comenzar su etapa de colaboraciones con Michelle Alexander en el año 2008, participando como extra en la miniserie biográfica Dina Páucar: El sueño continúa. Además, en 2011 Álvarez participa en la secuela Yo no me llamo Natacha, en el papel del Padre Arturo.
El progreso de su carrera actoral se dio gracias a sus papeles antagónicos principales de series de la productora Del Barrio Producciones, entre sus roles destacan como el presentador de espectáculos Jeffrey Vega «Mondonguito» en la telenovela musical Ojitos hechiceros en el año 2018; como el empresario Salomón Zorrilla en la miniserie Chapa tu combi en 2019; como el presidente de la nación Eusebio de Sousa en la telenovela Luz de luna en los años 2021 y 2023;y Leopoldo Ramírez en Los otros Concha en 2024. 
En el teatro, Álvarez protagonizó junto a Érika Villalobos la obra musical Los monstruos en 2018, además de haber participado en la obra Un cuento para el invierno en 2015. Participó en la obra Forever young, obteniendo la nominación al premio El Oficio Crítico en la categoría Mejor actor de reparto del año, resultando como el ganador.
En 2016, Álvarez protagoniza el musical Cuerdas, con la colaboración de Preludio Asociación Cultural, bajo la dirección de Denisse Dibós.
Participó en el reality de talentos El artista del año en 2019, logrando el tercer lugar de la competencia, a lo paralelo con su trabajo en Ojitos hechiceros. Además, se sumó a la edición de fin de año El dúo perfecto en dupla con la cantante de cumbia peruana Briyit Palomino sin éxito.Al año siguiente, se suma a los repartos de las telenovelas Mi vida sin ti y La otra orilla como Marcelo Miguel y el Cliente de  Pizza Lore respectivamente. 
Volvió a trabajar con Preludio en el año 2023, participando en el coprotagónico del musical Nací para quererte, la cual fue estrenado en el Teatro Municipal de Lima y compartió escenas al lado de Paul Martin, Cielo Torres y Sandra Muente. Seguidamente, protagoniza la obra de teatro Danelli, el amor hecho verdad interpretando al fallecido cantante peruano Beto Danelli.

## Filmografía

### Televisión

#### Series de televisión
- Dina Paúcar: El sueño continúa (2008) como el Coreógrafo (rol recurrente).
- Magnolia Merino: La historia de un monstruo (2008-2009) como Jaimito (rol principal).
- La Perricholi (2011) como Cristóbal de Lozada (rol recurrente).
- Yo no me llamo Natacha (2011-2012) como el padre Arturo (rol principal).[4]
- Mi amor, el wachimán (2012-2013) como Francisco «Paco» García Gonzáles (rol recurrente).
- Avenida Perú (2013) como Ángel Rey (rol principal).
- Amor de madre (2015) como Alberto (rol principal).
- Nuestra historia (2015-2016) como Jefferson (rol principal).
- Valiente amor (2016) como Armando Olivera (rol antagónico principal).[13]
- Mujercitas (2016) como el Dr. Edwin Guevara Villacorta (rol principal).
- Señores papis (2019) como Bernardo Salamanca Albunkker (rol principal).
- Ojitos hechiceros (2018-2019) como Jeffrey Vega Ríos / «Mondongo» / «Mondonguito» (rol antagónico principal y reformado).[5]
- Chapa tu combi (2019) como Salomón Zorrilla (rol antagónico principal).[7]
- La otra orilla (2020) como Cliente de Pizza Lore (rol recurrente).
- Mi vida sin ti (2020) como Marcelo Miguel (rol principal).
- Luz de luna (2021-2023) como Eusebio de Souza Jáuregui / «Sr. Presidente» (rol antagónico principal).[8]
- Los otros libertadores (2021) como Antonio Riquero (rol principal).[1]
- Los otros Concha (2024-en pausa) como Leopoldo Ramírez Bazán (rol antagónico principal).
- Eres mi sangre (2025) como Mario Vivanco (rol antagónico reformado).

#### Programas de televisión
- El artista del año (2019) como participante (tercer puesto).[3][14]
- El dúo perfecto (2019) como participante (dúo: Briyit Palomino; segundo eliminado).
- Mi mamá cocina mejor que la tuya (2019) como participante invitado (con Amy Gutiérrez).[15]

### Teatro
- Un cuento para invierno (2015)
- Forever young (2015)
- 1968: Historia en Soul (2015)[1]
- Cuerdas (2016)
- Los monstruos (2018) como Claudio (rol protagónico).[9]
- La pera de oro (2019) como el gato Tembleque (rol protagónico).[16]
- Sanseacabó y el último refugio (2018-2019) como él mismo (director general).[17]
- Carol Night: El sonido de la Navidad (2018)[18]
- Todos vuelven, un musical para el reencuentro (2022)
- Danelli, el amor hecho verdad (2023) como Beto Danelli (rol protagónico).[12]
- Nací para quererte, el musical (2023) como «el Caimán» (rol coprotagónico).[11]
- Cómo debo dejar de ser gay (2023)

## Premios y nominaciones
| Año  | Premios                   | Categoría              | Trabajo       | Resultado | Ref.  |
| ---- | ------------------------- | ---------------------- | ------------- | --------- | ----- |
| 2015 | Premios El Oficio Crítico | Mejor actor de reparto | Forever young | Ganador   | [ 2 ] |